# T1型水雷艇
T1型水雷艇（1935型水雷艇。Torpedoboot 1935）とは、ナチス・ドイツ海軍（Kreigsmarine）の水雷艇である。本項目に置いては、拡大改良型のT13型水雷艇（1937型水雷艇。Torpedoboot 1937）についても扱う。

## 概要
T1型水雷艇は、ナチス政権下における1935年度建艦計画に基づいて発注されたものである。設計に置いては、1930年に英米日仏伊の5ヶ国間で調印されたロンドン海軍軍縮条約における駆逐艦の定義をすり抜けるために、基準排水量を600t以下に収めることを目標としたが、最終的な基準排水量は845tに達してしまった。後には1937年度建艦計画に基づいて船体をやや大型化させたT13型水雷艇が新たに建造されたが、基本性能や兵装にはほとんど差がなかった。
T1型及びT13型の兵装は船体中央部に搭載された2基の3連装533mm魚雷発射管が主力であり、搭載されている火砲は艦尾部分の105mm単装砲1基と艦橋付近に設置された2門の20mm機関砲だけであったため対水上・対空火力が弱く汎用性の低さが問題となったため、後継のT22型水雷艇では、105mm単装砲を4門に増強している。
T1型およびT13型水雷艇は第二次世界大戦勃発後、半ば駆逐艦の代用として北海やバルト海、英仏海峡などにおいて大型戦闘艦（戦艦や重・軽巡洋艦）や各種船団の護衛、通商破壊戦など各種の作戦行動に幾度どなく参加したが、その結果多くの艇が失われた。ドイツ敗戦まで生き延びた艇も、賠償艇としてアメリカやフランス、デンマーク、ソ連に引き渡された。

## 同型艇

### T1型水雷艇
| 艇名 | 造船所                       | 就役           | 備考 |
| ---- | ---------------------------- | -------------- | --- |
| T1   | シハウ造船、エルビング造船所 | 1939年12月1日  | 1945年4月9日、キール軍港にて爆撃を受け撃沈。                                                                                           |
| T2   | シハウ造船、エルビング造船所 | 1939年12月2日  | 1944年7月29日、ブレーメンにて爆撃を受け撃沈。                                                                                          |
| T3   | シハウ造船、エルビング造船所 | 1940年2月3日   | 1940年9月18日、ル・アーヴルにて爆撃を受け撃沈。1943年に浮揚・修理され同年12月12日に再就役。1945年3月14日、ダンツィヒ湾にて触雷・沈没。 |
| T4   | シハウ造船、エルビング造船所 | 1940年5月27日  | （？）1952年に解体 |
| T5   | ドイツ造船、ブレーメン造船所 | 1940年1月23日  | 1945年3月14日、ダンツィヒ湾にて触雷・沈没。                                                                                            |
| T6   | ドイツ造船、ブレーメン造船所 | 1940年4月30日  | 1940年11月7日沈没。 |
| T7   | ドイツ造船、ブレーメン造船所 | 1939年12月20日 | 1944年7月29日、ブレーメンにて沈没 |
| T8   | ドイツ造船、ブレーメン造船所 | 1939年10月8日  | 1945年5月3日、自沈 |
| T9   | シハウ造船、エルビング造船所 | 1940年7月4日   | 1945年5月3日、自沈 |
| T10  | シハウ造船、エルビング造船所 | 1940年8月5日   | 1944年12月18日、グディニャの浮きドックにてイギリス空軍の爆撃により破壊。                                                               |
| T11  | ドイツ造船、ブレーメン造船所 | 1940年5月24日  | フランス海軍に賠償艇として譲渡。Bir Hakeimと改名され運用されるが、1951年10月に退役。                                                   |
| T12  | ドイツ造船、ブレーメン造船所 | 1940年7月3日   | ソ連海軍に賠償艇として譲渡。ポドヴィージュヌイ（Подвижный）と改名され運用される。                                                      |

### T13型水雷艇
T13型水雷艇は、9隻全てがシハウ造船のエルビング造船所で建造された。
| 艇名 | 就役           | 備考                                                                                             |
| ---- | -------------- | ------------------------------------------------------------------------------------------------ |
| T13  | 1941年5月31日  | 1945年4月10日、沈没。                                                                            |
| T14  | 1941年6月14日  | フランス海軍に賠償艇として譲渡。Dompaireと改名され運用。1949年退役。                             |
| T15  | 1941年6月26日  | 1945年12月13日、イギリス空軍に爆撃訓練の標的として使用され撃沈。                                 |
| T16  | 1941年7月24日  | 1945年4月13日、イギリス空軍の爆撃により破壊。                                                    |
| T17  | 1941年8月18日  | ソ連海軍に賠償艇として譲渡。ポルィーヴィストィイ（Порывистый）と改名され運用される。1960年退役。 |
| T18  | 1941年11月22日 | 1944年9月13日、バルト海にてソ連空軍の攻撃により撃沈。                                            |
| T19  | 1942年12月18日 | デンマークに賠償艇として譲渡されるが、解体。                                                     |
| T20  | 1942年6月5日   | フランス海軍に賠償艇として譲渡。Baccaratと改名され運用。1951年退役。                             |
| T21  | 1942年7月11日  | アメリカに賠償艇として譲渡。1946年6月10日に自沈処分。                                            |

## 備考
1. ↑  基準排水量600t超過。ヴェルサイユ条約における駆逐艦の排水量制限は800t以下であったが、ドイツ再軍備宣言後の1935年6月18日に締結された英独海軍協定（Anglo-German Naval Agreement）により、ドイツ海軍の軍備制限は大幅に緩和された。
2. ↑  同様に「基準排水量600t以下の船体に、駆逐艦並みの重装備を施す」コンセプトで建造された艦艇としては、大日本帝国海軍の千鳥型水雷艇やイタリア海軍のスピカ級水雷艇、フランス海軍のラ・メルポメーヌ級水雷艇が挙げられる。